# John J. Milligan

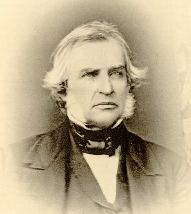
John J. Milligan

John Jones Milligan (* 10. Dezember 1795 in Bohemia Manor, Cecil County, Maryland; † 20. April 1875 in Philadelphia, Pennsylvania) war ein US-amerikanischer Politiker. Zwischen 1831 und 1839 vertrat er den Bundesstaat Delaware im US-Repräsentantenhaus.

## Werdegang
John Milligan wuchs in Wilmington (Delaware) auf und besuchte dort die Wilmington Academy. Danach setzte er seine Ausbildung am St. Mary’s College in Baltimore und bis 1814 am Princeton College, der heutigen Princeton University, fort. Nach einem anschließenden Jurastudium und seiner Zulassung als Rechtsanwalt begann er ab 1818 im New Castle County in seinem neuen Beruf zu praktizieren.
Politisch war er ein Gegner von Präsident Andrew Jackson und dessen Demokratischer Partei. Als solcher schloss er sich der Opposition an und wurde Mitglied der neugegründeten Whig Party. Bei den Kongresswahlen des Jahres 1830 wurde er in das US-Repräsentantenhaus in Washington, D.C. gewählt, wo er am 4. März 1831 die Nachfolge von Kensey Johns antrat. Nachdem er bei den folgenden drei Wahlen jeweils bestätigt wurde, konnte Milligan bis zum 3. März 1839 insgesamt vier Legislaturperioden im Kongress absolvieren. 1838 unterlag er mit nur 58 Wählerstimmen Rückstand dem Demokraten Thomas Robinson.
Nach dem Ende seiner Zeit im Kongress wurde Milligan im September 1839 zum Richter an einem Landgericht (Superior Court) in Delaware ernannt. Dieses Amt bekleidete er bis 1864. In diesem Jahr zog er sich in den Ruhestand zurück, den er in Philadelphia verbrachte. Dort ist John Milligan im Jahr 1875 auch verstorben. Er wurde in Wilmington beigesetzt.